# Johannes Wallmann (Admiral)
Johannes Wallmann (* 30. September 1852 in Barmen; † 3. März 1935 in Kitzeberg) war ein deutscher Konteradmiral der Kaiserlichen Marine.

## Leben
Johannes Wallmann war der Sohn des Theologen Johann Christian Wallmann. Er besuchte das Gymnasium in Quedlinburg, verließ es aber ohne Abitur. Stattdessen begann er mit 16 Jahren als Schiffsjunge auf dem Vollschiff Hermine der Bremer Reederei von Friedrich Martin Vietor eine Ausbildung zum Seemann.  Er konnte erst im April 1874 in die Kaiserliche Marine eintreten.
Johannes Wallmann war in der Zeit vom März 1891 bis März 1897 mit Unterbrechung durch kurze Bordkommandos als Referent im Streuminenfach der Schiffprüfungskommission tätig. Von April 1891 bis Ende Juli 1893 war er als Kapitänleutnant Kommandant der Rhein. Anfang 1894 wurde er zum Kommandant der Pelikan. Im Herbst des gleichen Jahres wurde er vom Kommando entbunden und zum Mitglied der Schiffs-Prüfungskommission ernannt. In dieser Position wurde er am 8. April 1895 zum Korvettenkapitän befördert und Mitte Mai 1895 erneut, zeitgleich Kommandant der Pelikan.
Später übernahm er Ende September 1896 die neu in Dienst gestellte Odin und blieb bis Mitte Oktober 1896 Kommandant des Schiffes. Anschließend wurde er Kommandant der ebenfalls neu in Dienst gestellten Ägir, welche er bis Ende April 1897 führte. Von Juli 1897 bis September 1898 war er Kommandant der Falke. Nach dem gewaltsamen Tod des Landeshauptmanns Curt von Hagen auf Deutsch-Neuguinea war Wallmann in dieser Position verantwortlich für Rachemaßnahmen. Mehrere Dörfer auf Neuguinea wurden bombardiert und die Einheimischen eingeschüchtert, was bis heute auf der Insel unvergessen ist. In seinen Erinnerungen erwähnt er dies nicht.
Ab September 1901 war er Kommandant der Kurfürst Friedrich Wilhelm und übernahm dann von Oktober 1902 bis Dezember 1902 das Kommando über die neu in Dienst gestellte Wittelsbach. Am 13. Dezember 1902 lief die Wittelsbach im dichten Nebel auf Grund. Dies beendete sein Kommando und Wallmann wurde Mitte Januar 1903 vor das Kriegsgericht des I. Geschwaders gestellt. Ihm wurde zur Last gelegt, dass er ohne ausreichende Kenntnisse der Schiffseigenschaften bei zu hoher Geschwindigkeit die Durchfahrt durch den Großen Belt vorgenommen hatte. Aufgrund seiner guten Verteidigung wurde er zu drei Wochen Stubenarrest verurteilt.
Von der Indienststellung am 25. Juni 1903 war er bis Dezember des gleichen Jahres Kommandant der Mecklenburg. Vom 1. Oktober 1903 bis zum 28. Februar 1909 war er Präses der Schiffs-Prüfungskommission. Am 27. April 1907 wurde er in dieser Position mit dem Charakter als Konteradmiral ausgezeichnet und damit aus dem aktiven Dienst verabschiedet.
Von August 1914 bis Juni 1916 war er Prisenkommissar für die Ostsee.
Er selbst beschrieb im Ruhestand seine Karriere so:

„Mein Werdegang in der Marine ist aufgebaut auf meiner Neigung und Begabung zur Technik. Für den rein militärischen Dienst habe ich nie besondere Neigung gehabt. Ich war weder für Strategie noch Organisation zu haben und würde hierin angestellt, schwerlich etwas geleistet haben.“

Ähnlich hatte ihn auch Alfred von Tirpitz beurteilt.